# Mino Cinelu
Mino Cinelu (Saint-Cloud, 10 marzo 1957) è un percussionista, polistrumentista, compositore e programmatore francese, noto soprattutto per la sua collaborazione con Miles Davis.
Musicista professionista dall'età di 16 anni, Cinelu raggiunse la fama partecipando, nel 1981, al tour con cui Miles Davis tornò in pubblico dopo un ritiro durato cinque anni, tour da cui fu tratto l'album We Want Miles. Cinelu era parte di una sezione ritmica d'eccellenza, assieme ad Al Foster e Marcus Miller.
La collaborazione con Davis gli procurò una visibilità sempre maggiore; durante un concerto all'"Hollywood Bowl", Joe Zawinul lo contattò per unirsi a Weather Report come percussionista, proposta che Cinelo accettò con entusiasmo. Durante questo periodo iniziò a comporre musica, con l'aiuto dei membri dei Weather Report Wayne Shorter e Joe Zawinul.
Negli anni seguenti Cinelu ebbe altre collaborazioni importanti, tra cui quelle con Herbie Hancock, Kevin Eubanks, Dave Holland, Pino Daniele, Kenny Barron e Sting.
A partire dagli anni novanta ha iniziato una carriera da leader. Il suo primo album, Mino Cinelu è uscito nel 2000, seguito nel 2002 da Quest Journey, in cui Cinelu ha collaborato con i chitarristi Bill Frisell e Gerry Leonard, il tastierista Don Blackman, il bassista Leo Traversa, i  DJs DJ Logic e Nickodemus, il cantante Toni Smith e il rapper Da Lioness. Quest Journey è stato seguito nel 2006 da La Californie,  pubblicato da Universal, colonna sonora originale del film omonimo diretto da Jacques Fieschi.